# Portahtshokka
Portahtshokka är ett berg i Finland.   Det ligger i den ekonomiska regionen Norra Lappland och landskapet Lappland, i den norra delen av landet, 1 000 km norr om huvudstaden Helsingfors. Toppen på Portahtshokka är 501 meter över havet, eller 142 meter över den omgivande terrängen. Bredden vid basen är 12,8 km.
Terrängen runt Portahtshokka är huvudsakligen platt.  Trakten runt Portahtshokka är nära nog obefolkad, med mindre än två invånare per kvadratkilometer. Det finns inga samhällen i närheten. Omgivningarna runt Portahtshokka är i huvudsak ett öppet busklandskap.